# Pentax LX

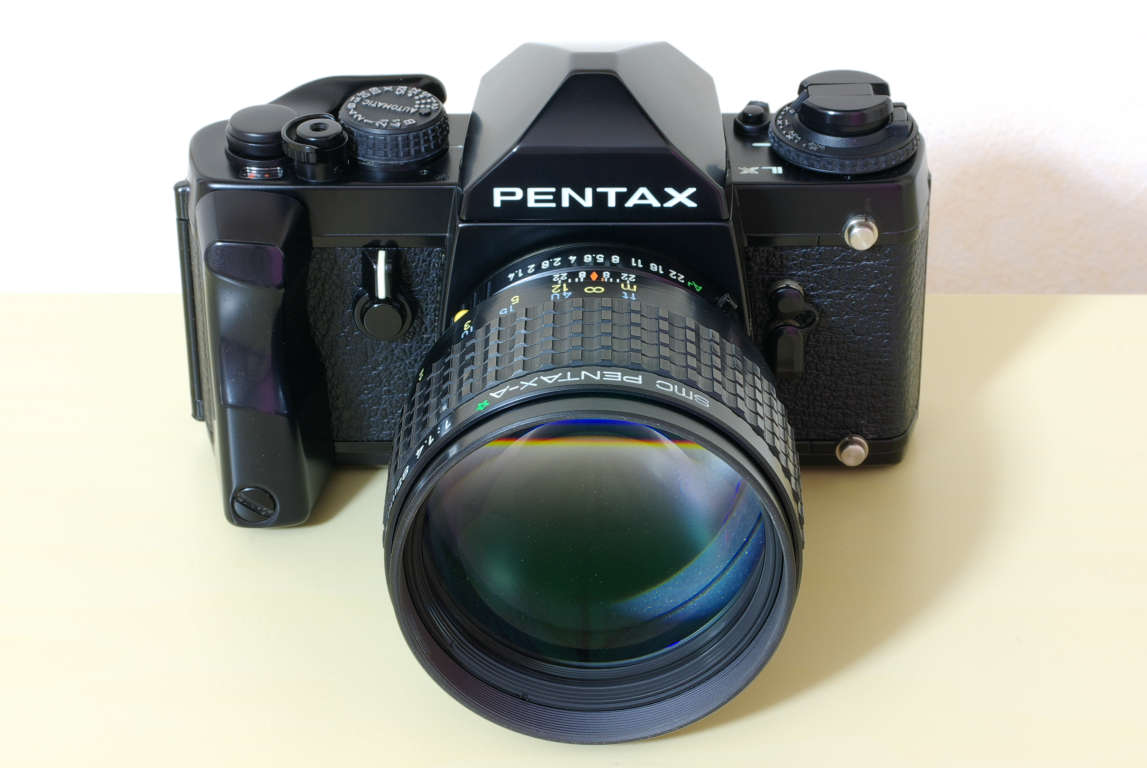
Pentax LX c накладной ручкой для удобной фиксации в руках и объективом SMC PENTAX-A☆ 1:1,4 85 мм.

Pentax LX — профессиональный малоформатный однообъективный зеркальный фотоаппарат, производившийся в Японии с 1980 до 2001 года, передовая системная камера компании Asahi optical. При сравнении с фотоаппаратами того же класса (например: Canon New F-1, Nikon F3, Olympus OM-2), по некоторым характеристикам LX оказывается лидером, оставаясь одной из наиболее компактных и лёгких.

## Технические особенности
Защищённый от пыли и влаги корпус камеры отлит под давлением из алюминия, что делает его чрезвычайно прочным при небольшой массе. Благодаря гибридному затвору камера остаётся работоспособной без источников питания, отрабатывая выдержки в диапазоне 1/2000 — 1/75 секунды. Пара полуторавольтовых батарей (A76, SR44, LR44) служат лишь для работы встроенного экспонометра и длинных выдержек. Фокусировочный экран и видоискатели (в том числе, шахтного типа) являются сменными. Отвечая своему классу камера оснащена репетиром диафрагмы, функцией блокировки зеркала в поднятом положении и центровзвешенным экспозамером. Встроенный TTL-экспонометр с SPD-датчиком измеряет яркость отражённого от поверхности плёнки (TTL OTF) света, благодаря чему замер экспозиции доступен не только для непрерывного освещения, но и для импульсного, обеспечивая автоматическую работу совместимых фотовспышек.

### Основные характеристики
- Режимы: полуавтоматический и приоритет диафрагмы.
- Задержка спуска 4-10 секунд.
- Экспокоррекция ±2 EV с шагом 1/3 EV.
- Установка чувствительности плёнки ISO 6-3200 (до ISO 1600 для камер ранних выпусков).
- Блокировка экспозамера (AE-Lock) отсутствует.
- Предподъем зеркала.
- Гибридный электронно-механический затвор с горизонтальным ходом гибких титановых шторок 125 — 1/2000 сек, В.
- Выдержка синхронизации 1/75 с.
- Ручная протяжка плёнки.
- Встроенный TTL-экспонометр системы Pentax Integrated Direct Metering (IDM) с диапазоном измерения −6.5…+20 EV.
- Питание экспонометра 2 × 1,5 вольта (A76, SR44, LR44).
- Сменные фокусировочные экраны и видоискатели.
- Репетир диафрагмы.
- Отображение выбранной выдержки в видоискателе.
- Мультиэкспозиция, очень точная (±0,2 мм) перемотка плёнки на любой кадр.
- Система легкой зарядки плёнки Pentax Magic needle.
- Диапазон температур для работы камеры:
  - Отработка электронных выдержек затвора гарантируется при −20 °C — +50 °C[3]
  - Отработка механических выдержек затвора гарантируется при −30 °C — +50 °C[3][4].

## Принадлежности

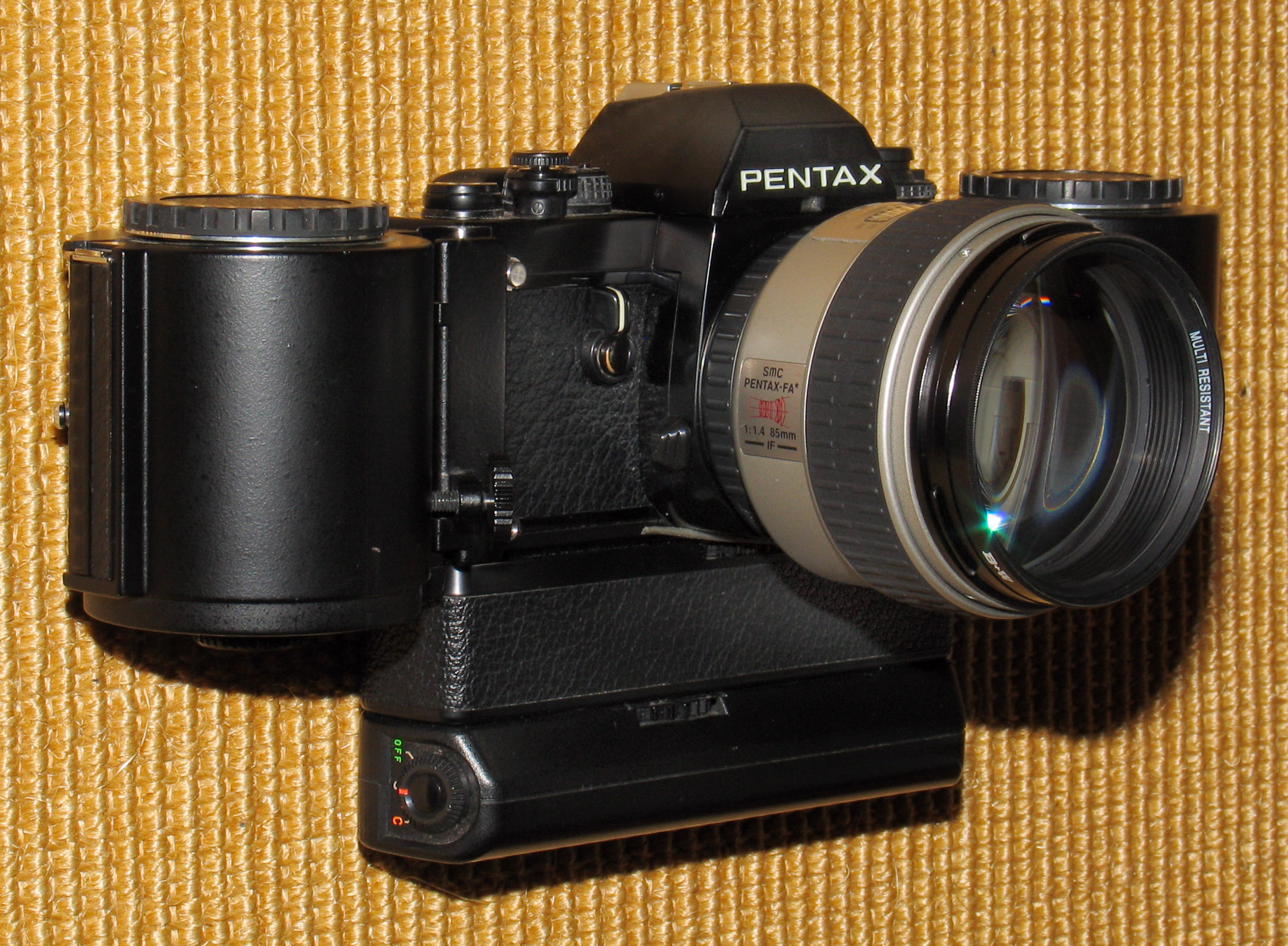
Pentax LX с вайндером «Motor Drive LX», батарейной ручкой «NiCd Battery Pack LX», задником с катушками плёнки на 250 кадров и объективом SMC FA☆ 1:1,4 85 мм.

Поскольку LX относится к профессиональной линейке камер, для неё был доступен широчайший набор оригинальных аксессуаров:
- Вайндеры (устройства для протяжки плёнки).
- Задняя крышка с кассетами для длинной плёнки (на 250 кадров) «250 Exp. Back LX».
- 17 сменных фокусировочных экранов.
- Диоптрийные и увеличительные насадки на окуляр видоискателя.
- Камера поддерживает TTL вспышки с аналоговым протоколом управления.
- Сменные видоискатели, в том числе, шахтного типа.
- Разнообразные ручки для удобной фиксации камеры в руках.
- Широкий ассортимент Спусковых тросиков, шнуров и ИК-пультов дистанционного управления.
- Задняя крышка «Dial Data Back» впечатывающая дату в кадр.

## Различные версии LX
Фотоаппарат выпускался в основном в чёрном исполнении, то есть внешние детали корпуса окрашивались чёрной эмалью. Выпускались ограниченные партии Pentax LX с улучшенной отделкой корпуса: с титановым корпусом, с отделкой золотом, кожей и т. д.
За длительное время выпуска этой камеры производитель как минимум трижды вносил небольшие изменения в конструкцию камеры. Кроме того, выпускалось 4 уникальных мелкосерийных версии LX:

### LX Gold
В 1981 году в честь выпуска 10 000 000-й зеркальной камеры Pentax было выпущено 300 камер Pentax LX с позолоченным (750-я проба) в 24 карата корпусом и отделкой из коричневой кожи. В наборе с каждой камерой поставлялся позолоченный объектив «SMC 50/1.2 Gold lens».

### LX Titanium
В 1994 году эта версия была выпущена тиражом в 1000 камер и была приурочена к 75-й годовщине основания фирмы Asahi. Корпус камеры был выполнен из титана и отделан чёрной кожей.

### LX Limited
В 1996 году, в честь пятнадцатилетия выпуска камер LX была выпущена ограниченная партия LX Limited. Корпус камеры выполнены из титана окрашенного в чёрный цвет. На корпусе надпись «Titanium». Камера поставлялась со специальным ремнём и в подарочной упаковке. Всего было выпущено 300 таких камер.

### LX 2000
LX 2000 — ограниченная партия, в честь выпуска камер LX в 2000-м году. Отличительная особенность: серебристо-чёрный корпус и надпись «LX 2000». В комплекте поставки находился объектив «SMC-A 50/1.2 Special lens». Кроме того, камера оснащалась более светлым фокусировочным экраном FF-60 (матовый с маркировкой в центре) вместо стандартного для LX SC-21 (матовый с горизонтально расположенными клиньями Додена в центре, окружёнными микропризмами). Всего было выпущено 1000 таких камер.

## Совместимость
Как и любая другая камера, Pentax оснащённая байонетом K, LX не может управлять диафрагмой объективов без кольца диафрагм. Поэтому с ней совместимы только старые неавтофокусные объективы, снабжённые кольцом диафрагмы. С объективами, имеющими на кольце диафрагм положение «А», необходимо использовать положения с числовыми значениями.